# 中立議員
中立議員（Crossbencher）是部份實行西敏議會制國家內獨立或其他政黨的議會成員，在英國上議院、加拿大參議院及澳洲參議院均有設立。中立議員的英文名稱得名於他們在英國上議院內的座位，被安排坐在與執政黨及官方反對黨之間，並與兩者相互垂直的位置。

## 英國
在英國上議院，中立議員為沒有任何黨派關連的俗職議會成員。這些成員包括依英國《上訴管轄權法(1876年)》所任命的法官；及前下議院議長，如邁克爾·馬丁與貝蒂·布思羅伊德。此外按慣例，中立議員不與任何政黨結盟，包括兩大政黨。
因中立議員一般是基於政黨及政治以外的原因而被冊封為終身貴族，他們被認為是把專業知識帶進議會的成員，但很多只具政治象徵，並無實際的政治影響力。2007年4月至2009年，中立議員人數首度超越上議院內的保守黨黨員；截至2015年，現時在英國上議院有176席中立議員，為除保守黨與工黨外院內第三大的團體。在這176名議員中，有146位是終身貴族，30位是世襲貴族。
雖然靈職議員（英國國教會的大主教及部份主教）也無政黨連繫，但他們並非坐在中立議員的席位，而是坐在上議院內執政黨的一邊前側。所有靈職議員約佔有座席的三行，且其在前座的座席是一張兩邊皆有獨立扶手、並靠近御座之席位，藉此彰顯其獨特地位。

### 召集人
中立议员的独立性是英国上议院的特点，但由於中立議員沒有任何政黨關連，所以沒有黨務幹事體系。其日常在上議院的事務都由一位召集人所統籌，但召集人並非上議院的正式職位，且與政黨的「黨鞭」不同。政黨的黨鞭負責決定議會內的黨員決策，但在上議院的中立議員並沒有共同立場。不過，由於召集人的重要地位，近年有討論把這個職位正式化
下列議員曾任或現任中立議員召集人之列表：
- 斯特朗勳爵（英语：William Strang, 1st Baron Strang）（1968年至1974年）
- 希爾頓-福斯特女男爵（英语：Audrey Hylton-Foster, Baroness Hylton-Foster）（1974年至1995年）
- 韋瑟爾勳爵（英语：Bernard Weatherill）（1995年至1999年；候補召集人1993年至1995年）
- 克雷格勳爵（英语：David Craig, Baron Craig of Radley）（1999年至2004年）
- 霍頓的威廉森勳爵（英语：David Williamson, Baron Williamson of Horton）（2004至2007年）
- 達蘇莎女男爵（2007年至2011年）
- 拉明勳爵（英语：Herbert Laming, Baron Laming）（2011年至2015年）
- 克雷格黑德的霍普勳爵（英语：David Hope, Baron Hope of Craighead）（2015年至2019年）
- 賈奇勳爵（英语：Igor Judge, Baron Judge）（2019年至今）

## 加拿大
加拿大參議院的中立議員在2015年後由加拿大自由黨委任，較少黨派色彩，以發揮專業作用。

## 澳洲
與無太大政治實際的英國上議院和加拿大參議院相比，民選的澳洲參議院的中立議員有更大影響力，甚至比執政黨和官方反對黨大。中立議員包括獨立和其他政黨的議員，包括第三大黨左翼澳洲綠黨和其他右翼的小政黨。這些中立議員不屬于兩大政黨澳洲工黨和保守派聯盟，但現時因為參議院的選舉制度，兩大政黨不論誰執政均難以控制參議院，故他們均需要在參議院獲得中立議員的支持才能通過預算案和其他議案。

## 外部連結
- Crossbench Peers - Official Site
- BBC Politics - Crossbench Peers（页面存档备份，存于）